# Jayson Nix
Jayson Truitt Nix (né le 26 août 1982 à Dallas, Texas, États-Unis) est un joueur de champ intérieur de la Ligue majeure de baseball. Il est présentement agent libre.
Médaillé de bronze en baseball aux Jeux olympiques de Pékin 2008 avec l'équipe des États-Unis, Jayson Nix est le frère cadet de Laynce Nix.

## Carrière
Après des études secondaires à la Midland High School de Midland (Texas), Jayson Nix est drafté le 5 juin 2001 par les Rockies du Colorado au premier tour de sélection (44e choix). 
Après sept saisons en Ligues mineures, il débute en Ligue majeure le 1er avril 2008. 
Sélectionné en équipe des États-Unis à l'occasion des Jeux olympiques de 2008, il remporte la médaille de bronze à Pékin. Il ne participe pas à la fin du tournoi en raison d'une blessure lors du troisième match : il reçoit une balle en plein visage, lui touchant l'œil. 
Devenu agent libre à la fin de la saison 2008, Nix s'engage pour un an chez les White Sox de Chicago le 30 octobre 2008.
Soumis au ballottage par les White Sox, il est réclamé par les Indians de Cleveland le 24 juin 2010.
Son contrat est cédé aux Blue Jays de Toronto le 29 mars 2011. Il ne frappe que pour ,169 en 46 parties pour Toronto. 

### Yankees de New York
Nix signe en novembre 2011 un contrat des ligues mineures avec les Yankees de New York. Il y joue deux saisons. En 2012, il frappe dans une moyenne de ,243 avec 4 circuits et 18 points produits en 74 parties jouées. Il a la chance de participer pour la première fois de sa carrière aux séries éliminatoires. Joueur d'arrêt-court partant des Yankees pendant que Derek Jeter, habituellement à cette position, est frappeur désigné dans le 4e match de la Série de division contre les Orioles de Baltimore, Nix répond à l'appel avec deux coups sûrs, dont un double, en 3 présences au bâton.
En 2013, il alterne pour les Yankees entre les postes d'arrêt-court et de troisième but pour aider à combler les absences, respectivement, de Derek Jeter et Alex Rodriguez, tous deux blessés pendant la majeure partie de la campagne. En attaque, Nix frappe pour ,236 avec 3 circuits et 24 points produits en 87 matchs joués.

### Phillies de Philadelphie
En janvier 2014, Jayson Nix signe un contrat chez les Rays de Tampa Bay mais n'obtient pas de poste dans l'équipe. Vers la fin du camp d'entraînement, son contrat est racheté par les Phillies de Philadelphie. Ces derniers ne l'emploient que pour 18 matchs de saison régulière, durant lesquels Nix ne récolte que 7 coups sûrs pour une moyenne au bâton de ,154.

### Pirates de Pittsburgh
Il rejoint les Pirates de Pittsburgh le 3 août 2014. En 16 matchs, il ne frappe que 4 coups sûrs pour une moyenne au bâton de ,111.

### Royals de Kansas City
Le 28 août 2014, Nix est réclamé au ballottage par les Royals de Kansas City. Il n'obtient aucun coup sûr avec les Royals en 9 passages au bâton en fin de saison et n'a pas plus de succès en séries éliminatoires, avec aucun coup sûr en 3 passages au bâton dont deux en Série mondiale 2014.

## Statistiques
| Saison | Équipe     | G   | AB  | R   | H   | 2B | 3B | HR | RBI | SB | BA    |
| ------ | ---------- | --- | --- | --- | --- | -- | -- | -- | --- | -- | ----- |
| 2008   | Colorado   | 22  | 56  | 2   | 7   | 2  | 0  | 0  | 2   | 1  | 0,125 |
| 2009   | Chicago WS | 94  | 255 | 36  | 57  | 11 | 0  | 12 | 32  | 10 | 0,224 |
| 2010   | Chicago WS | 24  | 49  | 3   | 8   | 1  | 0  | 1  | 5   | 0  | 0,163 |
| 2010   | Cleveland  | 78  | 282 | 29  | 66  | 14 | 0  | 13 | 29  | 1  | 0,234 |
| 2011   | Toronto    | 46  | 136 | 15  | 23  | 5  | 1  | 4  | 16  | 4  | 0,169 |
| 2012   | New York Y | 74  | 177 | 24  | 43  | 13 | 0  | 4  | 18  | 6  | 0,243 |
| Totaux | Totaux     | 338 | 955 | 109 | 204 | 46 | 1  | 34 | 102 | 22 | 0,214 |

Note : G = Matches joués ; AB = Passages au bâton; R = Points ; H = Coups sûrs ; 2B = Doubles ; 3B = Triples ; 
HR = Coup de circuit ; RBI = Points produits ; SB = Buts volés ; BA = Moyenne au bâton.